# Lufthansa
Люфтганза (нім. Deutsche Lufthansa) — найбільша німецька авіакомпанія, національний авіаперевізник Німеччини та найбільша авіакомпанія Європи, як за кількістю літаків, так і за кількістю перевезених пасажирів (до 2017 року, коли Ryanair обігнав Lufthansa за кількістю пасажирів). До 1997 року 35,68 % компанії належало німецькому урядові, проте зараз компанія належить приватним інвесторам (88.52 %), MGL Gesellschaft für Luftverkehrswerte (10.05 %), Deutsche Postbank (1.03 %), Deutsche Bank (0.4 %). Пасажирів обслуговують 119 084 працівників 146 національностей (станом на 2011 рік).
Назва компанії складається зі слова нім. «Luft» (повітря) та «Hansa» (Ганза) — середньовічне об'єднання вільних торгових міст.
«Люфтганза» займає четверте місце у світі за обсягами перевезень пасажирів, виконує рейси за 18-ти внутрішніми та 203 міжнародними маршрутам. Загалом регулярні рейси виконуються до 78 країн по всьому світі. Разом зі своїми партнерами, «Люфтганза» виконує рейси за 403 маршрутами. Включаючи підрозділи, флот компанії складається з 710 літаків і за цим показником вона займає 2 місце у світі.
Штаб-квартира компанії розміщена у місті Кельн. Базові аеропорти (хаби) — аеропорт Франкфурта-на-Майні, аеропорт Мюнхена, аеропорт Дюссельдорфа.
«Люфтганза» входить до числа засновників авіаційного альянсу Star Alliance, який наразі є найбільшим авіаційним альянсом у світі. У 2016 році послугами компанії скористались 110 мільйонів пасажирів (не включаючи Germanwings та Brussels Airlines).
У 2020 році збитки від коронавірусної пандемії компанії склали 5 млрд євро.

## Історія

### 1920-ті. Заснування

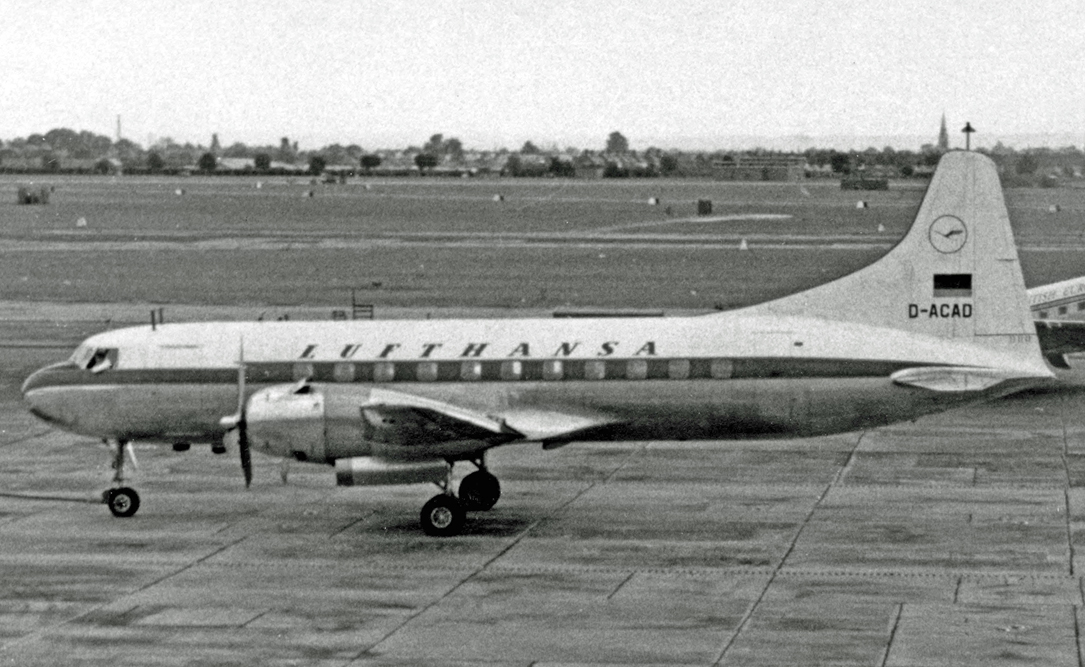
Перший літак «Люфтганзи», Convair 340

Deutsche Luft Hansa заснована 6 січня 1926 в Берліні. Назва компанії значить «Повітряна Ганза Німеччини». Авіакомпанія створена шляхом злиття найбільших тогочасних авіакомпаній Німеччини: Deutscher Aero Lloyd або DAL (раніше — Deutsche Luft-Reederei або DLR) та Junkers Luftverkehr, з одночасним переходом під урядовий контроль.
Deutsche Luft Hansa успадкувала лого зі стилізованим летячим журавлем, який раніше був емблемою DLR та DAL.
«Deutsche Luft Hansa» була національним перевізником до 1945 року після чого припинила своє існування внаслідок поразки Німеччини у Другій світовій війні.

### 1950-ті. Реформування
Оновлена «Люфтганза» була створена 6 січня 1953 року під назвою «Aktiengesellschaft für Luftverkehrsbedarf». 6 серпня 1954 року авіакомпанія була перейменована на «Deutsche Lufthansa Aktiengesellschaft». Слід зазначити, що попри те, що компанія декларує своє відношення до Deutsche Luft Hansa, у реальності, Lufthansa не має ніякого юридичного відношення до неї. 1 квітня 1955 перевізник почав виконувати регулярні рейси у межах Німеччини на літаках Convair 340. Міжнародні рейси «Люфтганза» почала виконувати 15 травня 1955 року. Рейс до Нью-Йорку був розпочатий 8 червня того ж року на літаку Lockheed Super Constellations. Рейси до південної Атлантики були розпочаті у серпні 1956.
Східна Німеччина у 1955 році, також намагалась створити авіакомпанію під назвою «Люфтганза», проте після переговорів з Західною Німеччиною відмовилась від цих планів. Замість цього у 1958 році Східна Німеччина заснувала авіакомпанію Interflug. «Люфтганзі», як і іншим авіакомпаніям з Західної Німеччини було заборонено літати до Східного Берліна.

### Страйк 2014 року
На 2-4 квітня 2014 року відбувся запланований страйк пілотів авіакомпанії. Було скасовано 3800 рейсів і торкнулося 425000 пасажирів. Це один з найбільших страйків персоналу за всю історію німецького авіаперевізника. Було також скасовано 13 українських рейсів.

## Напрямки

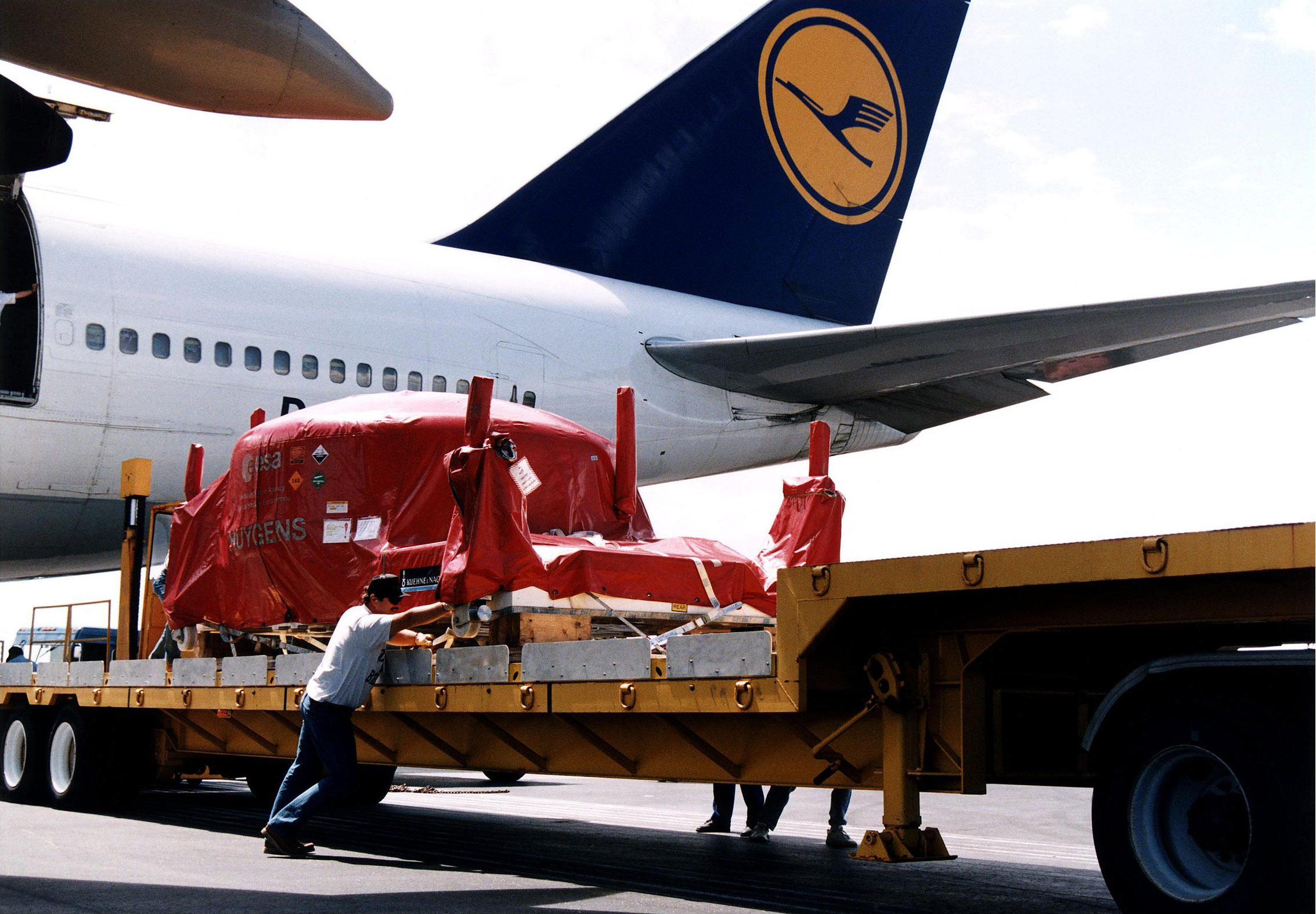
Логотип «Люфтганзи»

### Збитки від коронавірусної пандемії
2020 рік компанія завершила із збитком у 5 млрд євро (проти 2 млрд євро прибутку у 2019). Було скорочено 25 % рейсів, також впала заповнюваність крісел у літаках. Виручка впала із 36,4 млрд євро у 2019 році до 13,6 млрд євро у 2020 році.

## Логотип
Логотип авіакомпанії «Люфтганза», стилізований у формі кола журавель у польоті, був створений у 1927 році українським художником — графіком Робером Антоновичем Лісовським.[джерело?]

### Код-шерінг
Крім членів Star Alliance, «Люфтганза» має договори про код-шерінг з наступними авіакомпаніями (станом на січень 2012):
| - Air India - Air Malta | - JetBlue Airways - Luxair |

## Дочірні авіакомпанії
- Lufthansa Cargo
- Lufthansa CityLine
- Lufthansa Italia
- Lufthansa Regional
- Lufthansa Technik

## Lufthansa Group
- Lufthansa Group
  -  Lufthansa
    -  Lufthansa Regional
      -  Air Dolomiti
      -  Eurowings
      -  Lufthansa CityLine

    -  Lufthansa Cargo
      -  AeroLogic (володіє 50 % акцій)

    -  Germanwings
    -  Austrian Airlines
      -  Lauda Air
      -  Tyrolean Airways/Austrian Arrows

    -  Swiss International Air Lines
      -  Edelweiss Air
      -  Swiss European Air Lines
      -  Swiss WorldCargo

    -  SunExpress (володіє 50 % акцій)
    -  Brussels Airlines (володіє 45 % акцій)
    -  Jetblue Airways (володіє 19 % акцій)
    -  Luxair (володіє 13 % акцій)

### Фінансові показники
Основні фінансові показники Lufthansa зазначені нижче у таблиці (фінансовий рік закінчується 31 грудня):
|                                        | 2005   | 2006   | 2007    | 2008    | 2009    | 2010    | 2011    | 2012    | 2013    | 2014    | 2015    | 2016         |
| -------------------------------------- | ------ | ------ | ------- | ------- | ------- | ------- | ------- | ------- | ------- | ------- | ------- | ------------ |
| Виторг (€ m)                           | 18,065 | 19,849 | 22,420  | 24,870  | 22,283  | 27,324  | 28,734  | 30,135  | 30,027  | 30,011  | 32,056  | 31,660       |
| Чистий прибуток/збиток (€ m)           | 453    | 803    | 1,655   | 542     | -43     | 1,131   | -13     | 990     | 313     | 55      | 1,698   | 1,776        |
| Кількість працівників (на кінець року) | 92,303 | 94,510 | 105,261 | 107,800 | 117,521 | 117,019 | 116,365 | 116,957 | 118,285 | 118,781 | 120,652 | 124,306      |
| Кількість пасажирів (m)                | 51.3   | 53.4   | 62.9    | 70.5    | 77.3    | 91.2    | 100.5   | 103.1   | 104.6   | 106.0   | 107.7   | 109.7        |
| Рівень завантажуваності: пасажири (%)  | 75.0   | 75.2   | 79.8    | 78.9    | 77.9    | 79.3    | 77.6    | 78.8    | 79.8    | 80.1    | 80.4    | 79.1         |
| Рівень завантажуваності: вантаж (%)    | 65.0   | 72.1   | 67.4    | 62.9    | 60.6    | 68.0    | 66.8    | 66.9    | 69.1    | 69.9    | 66.3    | 66.6         |
| Кількість літаків (на кінець року)     | 432    | 430    | 513     | 534     | 722     | 710     | 636     | 627     | 622     | 615     | 602     | 617          |
| Notes/sources                          | [ 9 ]  | [ 9 ]  | [ 9 ]   | [ 9 ]   | [ 9 ]   | [ 9 ]   | [ 9 ]   | [ 9 ]   | [ 9 ]   | [ 9 ]   | [ 9 ]   | [ 9 ] [ 10 ] |

## Флот

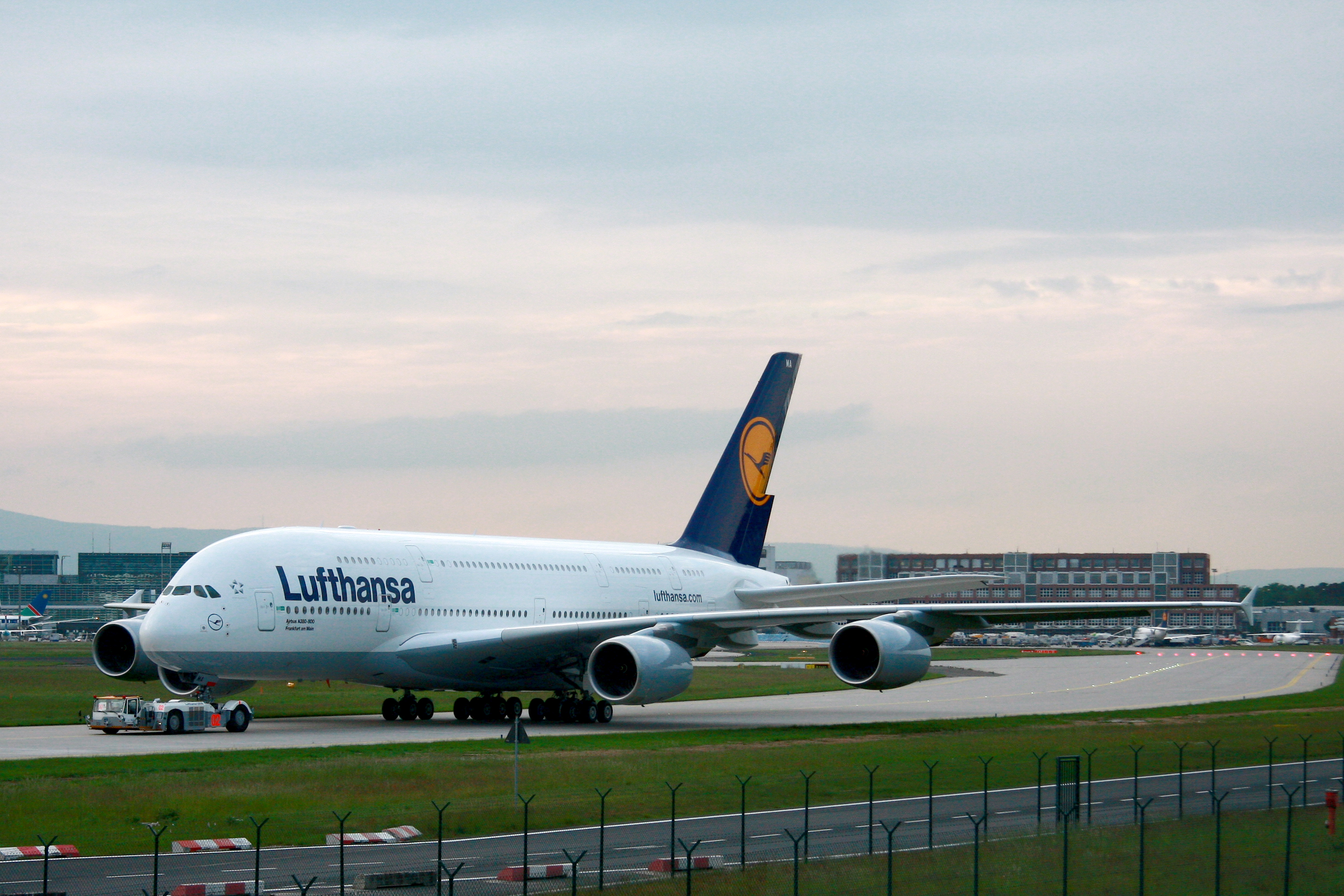
Airbus A380 «Франкфурт-на-Майні»

Станом на березень 2018 рік авіакомпанія «Люфтганза» володіє такими літаками:
| Літак           | Кількість | Замовлено | Кількість місць | Кількість місць | Кількість місць | Кількість місць | Кількість місць | Примітки                                                    |
| Літак           | Кількість | Замовлено | F               | B               | E+              | E               | Всі             | Примітки                                                    |
| --------------- | --------- | --------- | --------------- | --------------- | --------------- | --------------- | --------------- | ----------------------------------------------------------- |
| Airbus A319-100 | 30        | —         | —               | 24              | —               | 114             | 138             | Один борт в Star Alliance лівреї                            |
| Airbus A320-200 | 68        | —         | —               | 14              | —               | 154             | 168             | Два судна в Star Alliance лівреї. Один в 5 Starhansa лівреї |
| Airbus A320neo  | 10        | 51        | —               | 14              | —               | 166             | 180             | Стартовий замовник. Перша поставка 20 січня 2016 р.         |
| Airbus A321-100 | 20        | —         | —               | 35              | —               | 165             | 200             | Один борт в Star Alliance лівреї                            |
| Airbus A321-200 | 43        | —         | —               | 35              | —               | 165             | 200             | Один борт в ретро лівреї 1960-их                            |
| Airbus A321neo  | —         | 40        |                 |                 |                 |                 |                 |                                                             |
| Airbus A330-300 | 19        | —         | 8               | 30              | 21              | 177             | 236             |                                                             |
| Airbus A330-300 | 19        | —         | 8               | 42              | 21              | 145             | 216             |                                                             |
| Airbus A330-300 | 19        | —         | —               | 42              | 28              | 185             | 255             |                                                             |
| Airbus A340-300 | 16        | —         | —               | 42              | 28              | 181             | 251             | 7 пофарбовано в ліврею Star Alliance                        |
| Airbus A340-300 | 16        | —         | —               | 30              | 28              | 221             | 279             | 7 пофарбовано в ліврею Star Alliance                        |
| Airbus A340-300 | 16        | —         | —               | 18              | 19              | 261             | 298             | 7 пофарбовано в ліврею Star Alliance                        |
| Airbus A340-300 | 16        | —         | —               | 42              | —               | 225             | 267             | 7 пофарбовано в ліврею Star Alliance                        |
| Airbus A340-600 | 17        | —         | 8               | 44              | 32              | 213             | 297             | Будуть замінені на А350-900                                 |
| Airbus A340-600 | 17        | —         | 8               | 56              | 28              | 189             | 281             | Будуть замінені на А350-900                                 |
| Airbus A350-900 | 8         | 17        | —               | 48              | 21              | 224             | 293             | Поставки до 2023р                                           |
| Airbus A350-900 | 8         | 17        | —               | 36              | 21              | 262             | 319             | Поставки до 2023р                                           |
| Airbus A380-800 | 14        | —         | 8               | 78              | 52              | 371             | 509             |                                                             |
| Boeing 747—400  | 13        | —         | —               | 53              | 32              | 308             | 393             | Будуть замінені на Boeing 777-9 до 2025 року                |
| Boeing 747—400  | 13        | —         | —               | 67              | 32              | 272             | 371             | Будуть замінені на Boeing 777-9 до 2025 року                |
| Boeing 747-8    | 19        | —         | 8               | 80              | 32              | 244             | 364             |                                                             |
| Boeing 777-9    | 1         | 19        | —               | —               | —               | —               | 400             | Постави з 2020 до 2025 замість Boeing 747—400               |
| Всі             | 268       | 127       |                 |                 |                 |                 |                 |                                                             |

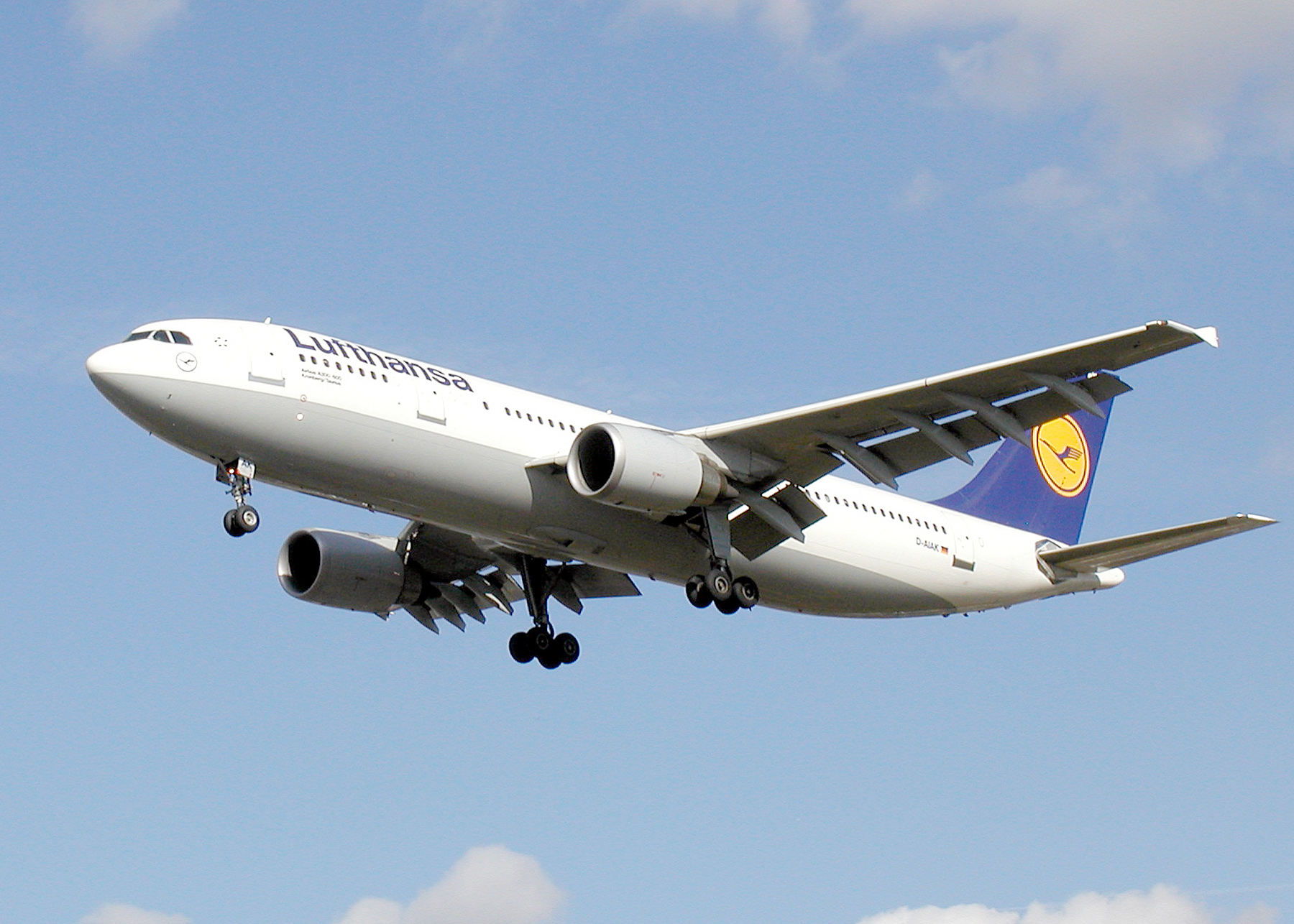
Airbus A300-600 із логотипом «Люфтганзи»

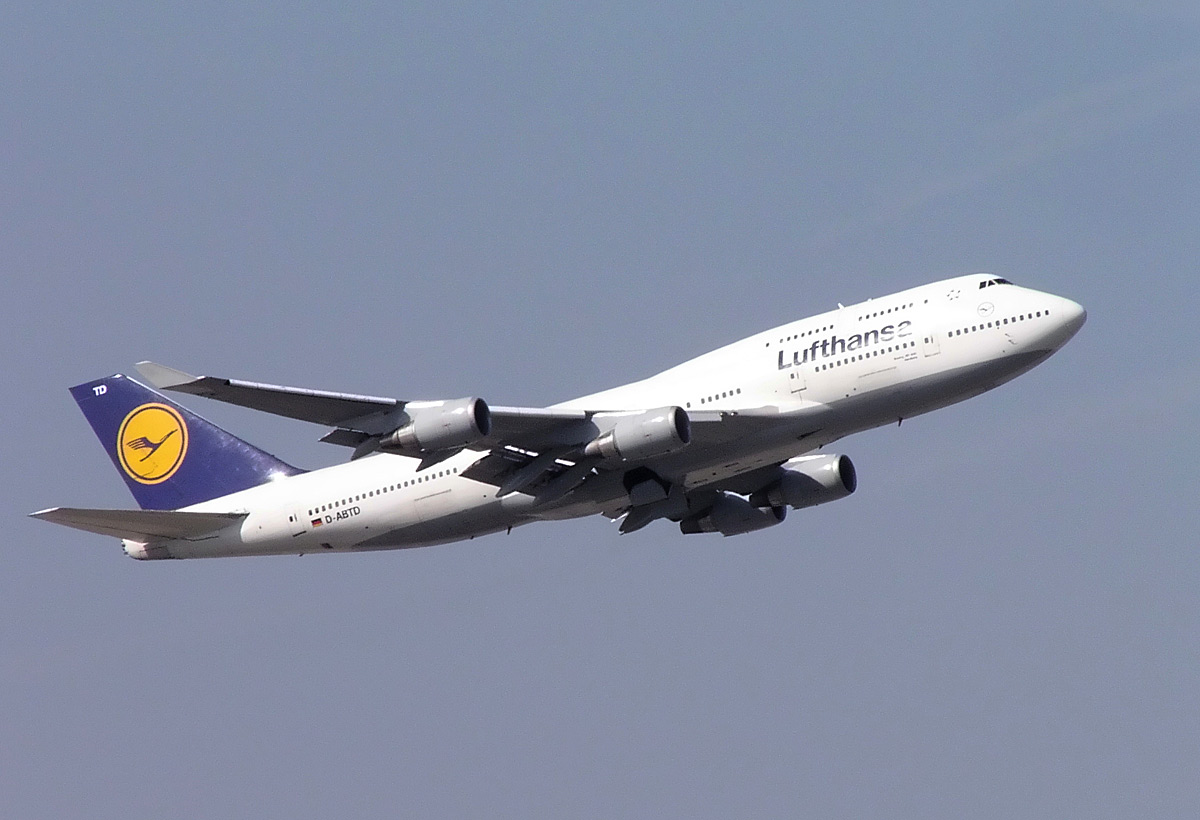
Boeing 747—400 компанії «Люфтганза»

*На борту деяких міжнародних рейсів пропонуються місця першого класу. На ближніх рейсах кількість місць бізнес-класу — за вимогою.